# Polistes stenopus
Polistes stenopus är en getingart som beskrevs av Vecht 1971. Polistes stenopus ingår i släktet pappersgetingar, och familjen getingar.

## Underarter
Arten delas in i följande underarter:
- P. s. brandti
- P. s. ganonganus
- P. s. manni